# Departamento Aluminé
Das Departamento Aluminé liegt im Westen der Provinz Neuquén im Süden Argentiniens und ist eine von 16 Verwaltungseinheiten der Provinz. 
Es grenzt im Norden an das Departamento Picunches, im Osten an das Departamento Catán Lil, im Süden an das Departamento Huiliches und im Westen an Chile. 
Die Hauptstadt des Departamento Aluminé ist das gleichnamige Aluminé.

## Bevölkerung

### Übersicht
Das Ergebnis der Volkszählung 2022 ist noch nicht bekannt. Bei der Volkszählung 2010 war das Geschlechterverhältnis mit 4.271 männlichen und 4.035 weiblichen Einwohnern recht ausgeglichen mit einem Männerüberhang.
Nach Altersgruppen verteilte sich die Einwohnerschaft auf 2.383 (28,7 %) Personen im Alter von 0 bis 14 Jahren, 5.424 (65,3 %) Personen im Alter von 15 bis 64 Jahren und 499 (6,0 %) Personen von 65 Jahren und mehr.

### Bevölkerungsentwicklung
Das Gebiet ist sehr dünn besiedelt. Die Bevölkerungszahl hat seit 1970 stark zugenommen. Die Schätzungen des INDEC gehen von einer Bevölkerungszahl von 12.400 Einwohnern per 1. Juli 2022 aus.
| Jahr | 1947  | 1960  | 1970  | 1980  | 1991  | 2001  | 2010  | 2022    |
| Einwohner                                                                                                | 2.739 | 3.239 | 3.196 | 3.842 | 4.946 | 6.308 | 8.306 | k. Ang. |
| Bevölkerungsentwicklung des Departements seit 1947; Quelle: Ergebnisse der Volkszählungen in Argentinien |       |       |       |       |       |       |       |         |

## Städte und Gemeinden
Das Departamento Aluminé gliedert sich in eine Gemeinde zweiter Kategorie (Aluminé), eine Gemeinde dritter Kategorie (Villa Pehuenia) und die Kleinsiedlungen (parajes) Kilca, La Angostura, Moquehue, Ñorquinco, Quillén, Rahue, Rucachoroi, Villa Unión.